# Saliencia
Saliencia es un lugar español de la parroquia de Éndriga, perteneciente al municipio de Somiedo, en la comunidad autónoma de Asturias.

## Historia
Hacia mediados del siglo XIX, el lugar ya pertenecía a la parroquia de Éndriga del municipio de Somiedo. En 2023, la entidad singular de población de Saliencia tenía empadronados 39 habitantes, todos ellos en el núcleo de población de ese nombre.